# Lemerje
Lemerje (mađarski: Nyíreslehomér, prekomurski: Lömergje, njemački: Sankt Margita) je naselje u slovenskoj Općini Puconcima. Lemerje se nalazi u pokrajini Prekomurju i statističkoj regiji Pomurju. 

## Stanovništvo
Prema popisu stanovništva iz 2002. godine naselje je imalo 295 stanovnika.